# Tellermine 29
La Tellermine 29 era una mina terrestre antitanque alemana redonda y con cubierta metálica. Entró en servicio por primera vez en 1929, y el plan inicial de defensa alemán era comprar 6.000 al año, pero en enero de 1931 se decidió acelerar el proceso de compra, y se ordenaron 61.418. En 1937, con la introducción de la Tellermine 35, se estaba utilizando para capacitación y la mayoría fueron enviadas a almacenes. 

## Historia
La mina vio un servicio limitado durante la Segunda Guerra Mundial, especialmente después del Día D en Francia, donde las tropas aliadas informaron haberlo encontrado. 
La mina utilizaba tres espoletas ZDZ 29 que normalmente se configuraban a una presión de activación de 125 kg, pero se podía configurar para funcionar con una presión de solo 45 kg o incluso funcionar como una espoleta de cable. La mina estaba equipada con dos pozos de espoletas secundarias que permitían la instalación de dispositivos anti-manipulación. 
También se produjo una versión de entrenamiento de la mina denominada T.Mi.29 (Ueb) que se llenó con una carga principal generadora de humo y agujeros a lo largo de la circunferencia para permitir que el humo escape. 
Varias minas yugoslavas copiaron el patrón básico de la Tellermine 29, incluidas la TMA 3 y la TMA 4.